# XX Cephei
XX Cephei (XX Cep / HD 222217 / HIP 116648) es una estrella variable en la constelación de Cefeo de magnitud aparente +9,21. Se encuentra a 314 años luz de distancia del sistema solar. 
XX Cephei es un sistema estelar triple compuesto por una estrella binaria cercana y un tercer objeto del que apenas nada se conoce. La estrella binaria es una binaria eclipsante de tipo Algol (β Persei); su movimiento alrededor del centro de masas común produce un cambio periódico en el tiempo que tarda su luz en llegar hasta nosotros. Su período orbital parece ser de 53,5 horas, si bien este valor no es concluyente.
La componente principal de la estrella binaria es una estrella blanca de la secuencia principal de tipo espectral A4V y 8500 K de temperatura. Rota con una velocidad de 44 - 47 km/s, lo que concuerda con la existencia de rotación síncrona para ambas componentes. Tiene una masa de 1,92 masas solares y un radio 2,07 veces más grande que el del Sol.
Por su parte, la estrella que acompaña a la estrella A4, con una temperatura de 4555 K, parece ser una estrella de tipo K temprano. Aunque su masa es aproximadamente un tercio de la del Sol, su radio equivale a 2,32 veces el radio solar, estando situada en el diagrama de Hertzsprung-Russell por encima de la secuencia principal.